# Metachrostis
Metachrostis é um gênero de traça pertencente à família Arctiidae.